# Borolia texana
Borolia texana är en fjärilsart som beskrevs av Morrison 1874. Borolia texana ingår i släktet Borolia och familjen nattflyn. Inga underarter finns listade i Catalogue of Life.